# Laura Cretara
Laura Cretara (Roma, 28 dicembre 1939) è una medaglista e scultrice italiana.

## Biografia
È nata a Roma il 28 dicembre 1939, figlia del pittore e incisore Francesco Cretara (militante comunista del movimento Bandiera Rossa), suo primo maestro d'arte. Dopo essersi diplomata al Liceo artistico di Roma, ha frequentato l'Accademia di belle arti e la Scuola dell'arte della medaglia presso l'Istituto Poligrafico e Zecca dello Stato (IPZS) dove ebbe come maestri Renato Guttuso, Pericle Fazzini e Pietro Giampaoli.
Fu assunta tramite concorso come incisore presso l'IPZS a Roma nel 1961, in un ambiente che pur essendo aperto alle donne era ancora prettamente maschile; nel 1970 disegnò il rovescio della moneta d'argento da 1.000 lire coniata per il centesimo anniversario di Roma capitale d'Italia, divenendo la prima donna a disegnare una moneta in Italia, sebbene non poté effettivamente firmare il suo lavoro.

Moneta da 1 euro delle monete euro italiane disegnata da Laura Cretara.

Divenne responsabile artistica all'interno della Zecca, disegnando numerose monete tra cui la quella da 500 lire del 1982, quella da 100 lire del 1993 e il dritto di quella da 1.000 lire del 1997; nel 1999 disegnò la faccia nazionale della moneta italiana da 1 euro, venendo scelta "a prima vista" dall'allora Ministro del tesoro Carlo Azeglio Ciampi. Dal 1976 al 2004 è stata inoltre direttrice della Scuola dell'arte della medaglia mentre dal 2006 è membro della Commissione permanente tecnico-artistica della moneta presso il Ministero dell'economia e delle finanze.
Come scultrice ha diretto la realizzazione della replica della statua equestre di Marco Aurelio, esposta dal 1997 in piazza del Campidoglio a Roma, e del monumento equestre al Carabiniere di piazza del Risorgimento, realizzato da Barbarino Jannucci nel 2003; nel 1992 ha realizzato una scultura dedicata alla ricerca scientifica, esposta nel cortile del policlinico Umberto I, mentre nel 1999 ha realizzato per un parco pubblico del quartiere Ardeatino una scultura dedicata a san Francesco d'Assisi. Su incarico dell'Istituto italo-latino americano e del Ministero degli affari esteri e della cooperazione internazionale ha eseguito numerosi corsi di arte orafa e argenteria nell'America meridionale.

## Opere

### Monete
- Rovescio della moneta da 1.000 lire "Roma Capitale" (1970)
- Dritto della moneta commemorativa da 500 lire "Virgilio" (1981)
- Dritto e rovescio della moneta da 500 lire (1982)
- Dritto delle monete commemorative da 500 e 1.000 lire sammarinesi per i Giochi della XXIII Olimpiade (1984)
- Dritto della moneta commemorativa da 500 lire "Presidenza italiana della CEE" - I emissione (1985)
- Dritto della moneta commemorativa da 500 lire "Donatello" (1986)
- Dritto della moneta commemorativa da 500 lire "Costituzione" (1988)
- Dritto delle monete commemorative delle Universiadi da 500 e 1.000 lire sammarinesi (1992)
- Dritto delle monete della lira sammarinese per il Cinquecentenario della scoperta dell'America (1992)
- Dritto della moneta da 100 lire (1993)
- Dritto della moneta da 50 lire (1996)
- Dritto della moneta da 1.000 lire (1997)
- Faccia nazionale della moneta italiana da 1 euro (1999)
- Dritto delle monete della lira sammarinese per il III millennio (2000)
- Moneta in argento da 1.000 lire vaticane (2001)
- Moneta in argento da 10 euro "Presidenza italiana del Consiglio dell'Unione europea" (2003)

### Medaglie
- Medaglia commemorativa in bronzo per il 175º anniversario di Assicurazioni Generali (2006)[5]
- Medaglia ufficiale in argento di Expo 2015 (2015)

### Sculture
- Trofeo della pace (1989)